# Jan Sonnemans

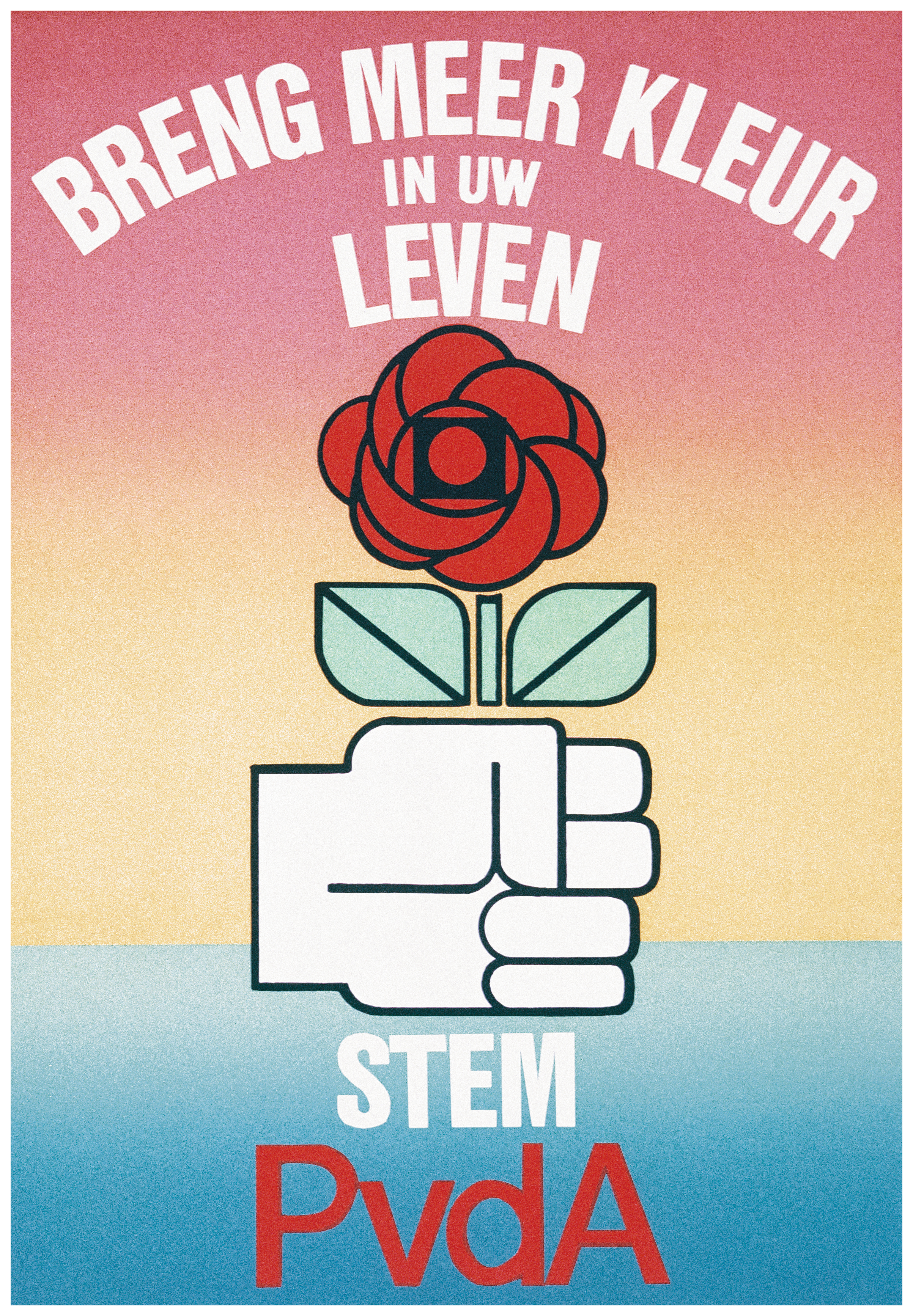
Poster, ontworpen door Sonnemans, die de PvdA gebruikte tijdens de verkiezingen van 1986

Jan Sonnemans (Sint-Oedenrode, 19 februari 1943 - aldaar, 19 februari 2006) was een Nederlands kunstenaar.
Sonnemans werd geboren als zoon van de plaatselijke dorpsbakker en groeide op in een groot gezin op de Markt in Sint-Oedenrode. Hij volgde na de lagere school de LTS in Veghel, SintLucas Boxtel, en de Akademie Eindhoven (vrije richting). Sonnemans studeerde af in 1969.
Als kunstenaar was hij zeer productief in tekenen en schilderen. Naast vrije expressie besteedde hij veel tijd aan het overdragen van zijn kennis aan anderen, zowel aan toekomstige kunstenaars met talent als aan goedwillende amateurs. Zo gaf hij veel jaren les aan het centrum voor alcohol- en drugsverslaafden "De Roder Heyde" in Sint-Oedenrode. Ook werkte hij bij Potlood en Penseel in Eindhoven, Pieter Breughel in Veghel en Jeugdgevangenis De Corridor (bij Uden).
In 2006 overleed hij op 63-jarige leeftijd.
In 2001 heeft de Stichting "Vrienden van Jan Sonnemans" een boek uitgebracht over het leven en het werk van Jan Sonnemans.